# داردوست (گونه)
داردوست (نام علمی: Hedera pastuchovii) نام یک گونه از سرده هدرا است.